# 新谷さなえ
新谷 さなえ（しんたに さなえ、12月21日 - ）は、日本の女性歌手。兵庫県神戸市出身。本名・新谷 早苗（読み同じ）。
コナミデジタルエンタテインメントでOLとして勤務する傍ら、同社が発売する音楽ゲーム『BEMANIシリーズ』などの楽曲でボーカルを担当。現在はフリーランスで、作詞家や声優としての活動も行っている。主なアーティスト名義はSana。他名義として「新谷さなえ」「さな」「プチさな」「sayurina」を用いる場合がある。

## 来歴・人物
元々コナミの開発部門のアシスタントだったが、当時サウンド部署に勤務していた知人の桐岡麻季にデモテープの仮歌を頼まれた際、当時の『BEMANIシリーズ』のサウンド・プロデューサーである藤後浩之の耳に入り、その才能を見出され1998年にプレイステーション版『beatmania』の楽曲のボーカリストとしてデビュー。その後、『BEMANI』シリーズの音楽ゲームを中心に数十曲もの作品に携わり、「コナミの歌姫」と称され、男女問わず国内外のリスナーから支持される。ボーカルの他、初期の頃から作詞も行っており、2003年には自身が作詞・作曲を手掛けた楽曲を発表。
人気を博した『pop'n music』に登場するキャラクター「さなえちゃん（SANAE♥chan）」は新谷の名前「さなえ」から命名されている。同作で彼女が担当する楽曲は、大半が新谷自身が歌唱する楽曲となっている。
2006年3月31日、コナミの持株会社化に伴い、新設子会社のKDE-Jに移籍。また、同年に部署が異動したことを自身の公式サイトで発表しており、具体的な部署は明らかになっていないが、2007年のテレビ番組（2007年11月23日にテレビ東京で放映された『博士のステキOL研究所』）の取材により、音楽CD製作部門に勤務していることが判明している。
また『わがまま☆フェアリー ミルモでポン!』の主題歌やパチスロ機『マジカルハロウィン』のテーマ曲など、音楽ゲーム以外の楽曲にも参加。
2012年3月7日（サナの日）には、記念すべき107曲入り6枚組BOX CD「Sana Coffret（サナコフレ）」をリリース。「Sana Coffret」は自身のコナミレーベルの集大成というべき作品であり、コナミスタイル限定の少数生産だったことから、再生産のリクエストとともにプレミアム価格が付くほどの人気となっている。

本BOX CDのリリース後、結婚を経てKONAMIを退社し、以降はフリーランスとして活動。フリーに転身後、『マジカルハロウィン』新作のテーマ曲の他、配信アルバム「MOVING ON」をリリースした。
同人音楽レーベルである、Diverse Systemのコンピレーションアルバムにも、ボーカルとして参加している。2019年8月12日のコミックマーケット96（4日目）では、Diverse Systemより、活動20周年を記念した、全曲のボーカルをSanaが務めるソロアルバム「Delight.37」がリリースされる。
2018年に稼働した『pop'n music』シリーズの新作『- peace』では20周年記念作という事もあり、『- 19 TUNE STREET』以来約8年半ぶりに同作に参加した。
2020年には元コナミの前澤之伯（マエザワヒデノリ）のソロユニットSentimental Reasonにヴォーカルとして参加した。
2023年に本人のTwitterの名義に「sayurina」が追加された事によりプロデューサー新井大樹が手掛けた「ハイテンションジブリ」シリーズに参加していた事が判明した。

## ディスコグラフィー
基本的に「Sana」名義でのリリース。
以下は個人名義で発売しているものであり、サウンドトラック等参加している作品を全て挙げると50作品を越す。

### シングル
| 枚  | 発売日         | タイトル          | 備考 |
| --- | -------------- | ----------------- | --- |
| 1st | 2004年6月23日  | 僕のトナリ        | テレビアニメ『わがまま☆フェアリー ミルモでポン! わんだほう』第1期エンディングテーマ                                                                |
| 2nd | 2004年11月10日 | Brownie/Make slow | テレビアニメ『わがまま☆フェアリー ミルモでポン! わんだほう』第2期エンディングテーマ 『一撃入魂』オープニングテーマ、『願い流星』オープニングテーマ |
| 3rd | 2005年6月29日  | チェリ・ガール    | テレビアニメ『わがまま☆フェアリー ミルモでポン! ちゃあみんぐ』エンディングテーマ                                                                   |

### フルアルバム
- Sana名義

1. Sana-mode（2001年3月23日発売）
2. Sanative（2002年3月20日発売）
3. Sana-mode II 〜pop'n music & beatmania moments〜（2003年9月18日発売）
4. 蜜月 〜honey moon〜（2005年1月26日発売）
5. Sana-molle Collection （2008年3月7日発売）
  - コナミスタイル限定商品。これまでアルバムに収録されなかった曲を集めたコレクションアルバム。
6. ボクをさがしに（2010年2月4日発売）
7. Miracle☆Sparkle（2011年9月21日発売）
8. Delight.37（2019年8月12日発売）

- 新谷さなえ名義

1. pop'n music Artist Collection 新谷さなえ（2002年7月24日発売）

### ミニアルバム
1. Avril（2006年3月29日発売）
  - 単独ライブ「Sana SONIC」の映像、「チェリ・ガール」のPV映像が収録されたDVDとの二枚組。

### DVD
- Sana*TV 〜ビデオクリップコレクション〜（2005年6月1日発売）
  - 「僕のトナリ」「Brownie」「Make slow」「カナリア」のPV映像、オフショット等を収録。

### 配信限定
- ケータイミニアルバム「Sana♪フル｣
  - 携帯サイト「KONAMI♪MUSICフル」限定で配信されているミニアルバム。

  1. Indigo Bird （Sana feat.猫叉Master）
    - 猫叉Master 1stアルバム『Rain drops』にて初CD音源化。

  2. Summer Love Squall （Sana feat.TAK HIRAOKA）
  3. Miracle Halloween(disconation J-EURO mix) （Sana remixed Disconation(kors k)）
    - Sana アルバム『ボクをさがしに』にて初CD音源化。

  4. Magical Sky -Ryu☆Remix- （Sana remixed Ryu☆）
  5. 雪に願いを… （Sana feat.メタルユーキ）
  6. Loveholic -Love Syndrome MIX- （Sana remixed RED CARD GENIUS）
    - Sana アルバム『ボクをさがしに』にて初CD音源化。

  7. Make It （Sana feat. good-cool）
    - good-cool 3rdアルバム『crazy operation』にて初CD音源化。

  8. Birds -AMETHYST mix- （Sana Remixed 伸也 from AMETHYSTGRP）
  9. Prism♡Heart -RED CARD GENIUS mix- （Sana Remixed RED CARD GENIUS）
- Dear My Boy - Sota Fujimori feat. Sana
  - 2010年10月20日より携帯サイト「KONAMI♪MUSICフル」限定で配信開始。
  - ボーカル、RAPの加工が少ない「Dear My Boy (Sana MIX)」も同時に配信。
- MOVING ON
  - 2016年3月31日iTunes Store等で配信開始。

  1. MOVING ON
  2. Little Blue Fish
  3. rem
  4. スラナフィー
  5. CYBORG
  6. ひぐらし

## 代表的な『BEMANIシリーズ』参加曲
- beatmania
  - PAPAYAPA BOSSA（beatmania APPEND YEBISU MIX）
  - Bossanova a Yebisu（beatmania APPEND YEBISU MIX、エンディング曲）
    - 上記2曲は、事実上のデビュー曲。

  - Miracle Moon（beatmania APPEND GOTTAMIX）
    - 後に『pop'n music』シリーズにも移植され、同作では「〜お月様が中継局〜」というサブタイトルが追加されている。

  - more deep（beatmania APPEND GOTTAMIX）
  - サナ・モレッテ・ネ・エンテ（beatmania APPEND GOTTAMIX 2）
  - SANA MOLLETTE NE ENTE -B.L.T.STYLE-（beatmania APPEND Club MIX）
  - Miracle Moon 〜L.E.D. LIGHT STYLE MIX〜（beatmania APPEND 5th MIX）
  - La Bossanova de Sana（beatmania 6thMIX+CORE REMIX）
  - fellows（beatmania THE FINAL）

- beatmania IIDX
  - THE SHINING POLARIS（beatmania IIDX 5th style new songs collection）
  - more deep (ver.2.1)（beatmania IIDX 5th style new songs collection）
  - jelly kiss（beatmania IIDX 6th style new songs collection）
  - Let the Snow Paint Me（beatmania IIDX 7th style）
  - 真夏の花・真夏の夢（beatmania IIDX 9th style）
  - Think of me（beatmania IIDX 10th style）
  - INJECTION OF LOVE（beatmania IIDX 11 IIDX RED）
  - エブリデイ・ラブリデイ -L.E.D. STYLE MIX-（CS版 beatmania IIDX 8th style）
    - 1stシングル『僕のトナリ』収録の同名曲のリミックス版。

  - おおきなこえで（beatmania IIDX 18 Resort Anthem）
  - No Border (beatmania IIDX 30 RESIDENT)

- pop'n music
  - すれちがう二人（pop'n music）
  - Prism Heart（CS版 pop'n music 2）
  - Take me to...（pop'n music 3）
  - 8月のサヨナラ（pop'n music 3）
    - 杉本清隆とのデュエット

  - birds（pop'n music 4）
  - くちうるさいママ（CS版 pop'n music 4）
  - une fille dans la pluie（日本語版）（pop'n music 5）
  - Over the hill（pop'n music 6）
  - ディスコξタイフーン（pop'n music 7）
  - White Lovers（pop'n music 7）
  - 会社（セカイ）はワタシで廻ってる!?（pop'n music 8）
  - une lettle de mon copain（pop'n music 8）
  - 今夜、森をぬけて（CS版 pop'n music 6）
  - White Eve（pop'n music 9）
  - 光の季節
    - 『pop'n music 2』収録曲のカバー。

  - Secret tale
    - 『beatmaniaIIDX 7th style』収録曲のカバー。

  - 翔べない天使（CS版 pop'n music 7）
    - アルバム『pop'n music Artist Collection 新谷さなえ』初出の提供曲。

  - Go Easy !!（pop'n music 10）
  - Sea Side City（pop'n music 10）
    - GB版『pop'n music』収録の同名曲のボーカルアレンジ版で、ユニット「KISS SUMMER SISTERS（ふじのマナミ、くまのきよみとのユニット）」の一員として参加。

  - Loveholic（CS版 pop'n music 9）
  - Space Dog（pop'n music 11）
  - エブリデイ・ラブリデイ（CS版 pop'n music 10）
    - 1stシングル『僕のトナリ』収録の同名曲からのシングルカット。

  - 流星☆ハニー（pop'n music 12 いろは）
    - AKIRA YAMAOKAとの共作。ユニット「新谷あきら」の一員として参加。

  - ハーフムーンビーチで逢いましょう（CS版 pop'n music 11）
    - 藤後浩之とのデュエット。

  - わたしのフォーティーン（『フィーバー戦士ポップン14』エンディングテーマ）（pop'n music 14 FEVER!）
  - FU-FA（pop'n music 15 ADVENTURE）
  - タンバリンビーツ（pop'n music 16 PARTY♪）
  - GEO SONG（pop'n music 17 THE MOVIE）
  - Liebe〜望郷〜（pop'n music 18 せんごく列伝）
  - ボクをさがしに（pop'n music 18 せんごく列伝）
  - ナスカの丘（pop'n music 19 TUNE STREET）
  - オトメ聖戦タクティクス（pop'n music peace）
  - さよならのうた（pop'n music peace）
    - 杉本清隆とのデュエット

  - ラブケミ  (pop'n music UniLab)

- GUITARFREAKS&drummania
  - La Bossanova de Sana（CS版 GUITARFREAKS 2nd MIX）
  - ほしふり（GuitarFreaks V7&DrumMania V7）

- pop'n stage
  - beAchest beAch
    - 後に『pop'n music』シリーズに移植。

- ee'MALL
  - Moonlight Prayer（ee'MALL）
  - Custom-made Girl -NOT FOR SALE!-（ee'MALL 2nd avenue）
    - 両曲とも現在は『pop'n music』シリーズでプレイ可能。

- jubeat
  - キルト（Des-Sana+wpt9）
  - 君をのせて feat.sayurina (新井大樹プロデュース作品）
  - となりのトトロ feat.sayurina (新井大樹プロデュース作品）
  - 風になる feat.sayurina (新井大樹プロデュース作品）

- REFLEC BEAT
  - Twinkle Wonderland（REFLEC BEAT limelight）

- その他
  - @n H@ppy Choice
    - 『V-RARE SOUNDTRACK 3』にてすわひでおの楽曲「H@ppy Choice」を新規アレンジ、歌詞にてカバー。
    - 後に「pop'n music」シリーズに収録。

  - Globe Glitter（Sana,ATSUMI UEDA by BEMANI Sound Team "PON"）
    - 多機種連動イベント『BEMANI 2021 真夏の歌合戦5番勝負』副将戦で登場。「pop'n music 解明リドルズ」、「DanceDanceRevolution A20」、「SOUND VOLTEX EXCEED GEAR」、「DANCERUSH STARDOM」に収録

### カバー曲
（）内は収録作品、原曲のアーティスト、タイアップ。
- my cherie amour（beatmania III / スティーヴィー・ワンダー）
- ムーンライト伝説（pop'n music ANIMELO 及び 11 / DALI / アニメ『美少女戦士セーラームーン』主題歌）
- よあけの道（pop'n music 6 / 大杉久美子 / アニメ『フランダースの犬』主題歌）
- タッチ（pop'n music 8 / 岩崎良美 / アニメ『タッチ』主題歌）
- ホネホネロック（pop'n music 9 / 子門真人 / 子供番組『ひらけ!ポンキッキ』）※コーラスとして参加。
- 悲しみよこんにちは（pop'n music 11 / 斉藤由貴 / アニメ『めぞん一刻』主題歌）※「さな」名義
- パレード（pop'n music 13 カーニバル / シュガー・ベイブ / 子供番組『ポンキッキーズ』）
- 0/1 ANGEL（pop'n music 8に収録された同名曲のカバー版。作曲者の村井聖夜の1stアルバム「plus+program」に収録されている）※さなろいど名義

### コーラスとして参加
- Smile The Night Away（pop'n music 2）
- Cherry & Raquel（pop'n music 2）
- Spell on me 〜魅惑の呪文（pop'n music 6）
- dandelion（pop'n music 10）
- Little Rock Overture（pop'n music 16 PARTY♪）

## その他のオリジナル楽曲
- sync（OVA『ふたりエッチ』エンディングテーマ）
- Beyond the Bounds (Mitsuto Suzuki 020203 Mix feat.Sana)（PS2用ゲーム『ANUBIS ZONE OF THE ENDERS』欧州版テーマ曲）
  - 日本版テーマ曲のカバー。後にPS2用ゲーム『家庭用pop'n music 8』、自身のアルバム『Sana-molle Collection』にも収録。
- Love of a Life time（PS用ソフト『ヒカルの碁 平安幻想異聞録』エンディングテーマ）
- 虹をみたかい？（PS2用ソフト『実況パワフルプロ野球13』エンディングテーマ）
- 薄らぐ記憶（アニメ『コヨーテ ラグタイムショー』エンディングテーマ）
- Higher Stage（業務用メダルゲーム『Fantasic Fever2』ジャックポット曲）
- Dreams come true（業務用メダルゲーム『Fantasic Fever2』ジャックポット曲）
  - 元BeForUメンバーNoriaとのデュエット。
- Magical Sky（パチスロ機『マジカルハロウィン』通常時BIG中テーマ）
- Miracle Halloween（『マジカルハロウィン』カボチャンス・カボチャレンジ時BIG中テーマ）
  - 後に『BeatStream』にも収録。
- そよかぜハミング♪（PS2用ソフト『実況パワフルプロ野球15』サクセスモードエンディングテーマ）
- Infinity Of Our Love（ニンテンドーDS用ソフト『エレビッツ カイとゼロの不思議な旅』主題歌）
  - 『pop'n music 17 THE MOVIE』にも収録。
- ツキノキオク（パチスロ機『マジカルハロウィン2』通常時BIG中テーマ）
- 君をのせて feat.sayurina　(新井大樹アルバム『ハイテンションジブリ』収録）
- となりのトトロ feat.sayurina　(新井大樹アルバム『ハイテンションジブリ』収録）
- 風になる feat.sayurina　(新井大樹アルバム『ハイテンションジブリ Volume.2』収録）
- さよならの夏 feat.sayurina　(新井大樹アルバム『ハイテンションジブリ Volume.2』収録）
- Believe the Rainbow（SEGA業務用音楽ゲーム『maimai FiNALE』収録)
- プリズム△▽リズム（SEGA業務用音楽ゲーム『maimaiでらっくす PRiSM』テーマソング）

## 歌手以外の活動
- PS/SS用ソフト『ときめきメモリアルドラマシリーズVol.3 旅立ちの詩』イメージソング「4月の翼」作詞
- PS用ソフト『テニスの王子様』エンディングテーマ「青いジダイ」作詞
  - 後に「Sana-molle Collection」にてセルフカバー。
- 田村ゆかり『Lovely Magic』収録曲「Prince On A Star 〜Princess Whisper〜」作詞
  - beatmaniaシリーズに収録されている楽曲のカバー。
- PS2用ソフト『ポップンミュージック ベストヒッツ!』声の出演（青ポップちゃん役）
- PS2用ソフト『pop'n対戦ぱずるだま ONLINE』声の出演（青ポップちゃん役）
- PS2用ソフト『ZONE OF THE ENDERS　Z.O.E』エンディングテーマ「flowing destiny」英語詞
- 同エンディングテーマ「A Light with a name of HOPE（希望という名の光）」作詞
- PS2用ソフト『ANUBIS ZONE OF THE ENDERS』テーマソング「Beyond The Bounds」作詞（共作）
- 福井裕佳梨・川本成のカニフラワー ゲスト出演（文化放送、2008年3月2日放送分、#46） - 事前告知は新谷本人のブログのみで、文化放送超!A＆G公式サイトにはゲスト情報は掲載されなかった。